# Parnassiaceae
Classification APG II (2003)
Famille
Classification APG III (2009)
La famille des Parnassiacées est constituée de plantes dicotylédones.
La famille comprend notamment le genre Parnassia, avec 50 espèces.
Ce sont des plantes herbacées, pérennes, à rosette, des zones humides, des régions froides à tempérées principalement dans l'hémisphère Nord.

## Étymologie
Le nom vient du genre Parnassia, signifiant « qui croît sur le mont Parnasse en Phocide » (Grèce), mais, nous dit Théis : « cette plante n'est nullement particulière au mont Parnasse elle croit également dans tous les prés humides au nord de  l'Europe mais comme la fleur en est très élégante on a supposé poétiquement qu'elle était originaire du mont Parnasse séjour de la Grâce et de la Beauté ».

## Classification
En classification phylogénétique APG (1998) et en classification phylogénétique APG II (2003) cette famille peut inclure le genre Lepuropetalon (en) (espèce Lepuropetalon spathulatum), une petite plante plus ou moins succulente originaire d'Amérique du Nord et du Chili, qui était auparavant classée, comme le genre Parnassia, dans la famille des Saxifragacées. Mais, alternativement, il peut être le genre type de la famille des Lépuropetalacées.
La classification phylogénétique APG (1998) ne situe pas cette famille dans un ordre, mais la classification phylogénétique APG II (2003) la place dans les Celastrales, parmi les Fabidées (clade des Eurosidées I).
En classification phylogénétique APG III (2009) cette famille est invalide et ses genres sont incorporés dans la famille Celastraceae.
L'Angiosperm Phylogeny Website ne reconnait plus cette famille depuis juin 2010.